# Bulbophyllum antenniferum
Bulbophyllum antenniferum es una especie de orquídea epifita o litofita originaria de  	 Asia.

## Descripción
Es una orquídea de pequeño tamaño, con hábitos epifita  o litofita con pseudobulbos ovoides que llevan una sola hoja plana, rígida, gruesa, lanceolada, coriácea, y peciolada. Florece en una inflorescencia de 18 cm de largo, erguida,  envuelta por una bráctea de revestimiento basal. Esta especie requiere de altas temperaturas, la sombra  y  condiciones húmedas.

## Distribución y hábitat
Se encuentra en Java, Borneo, Nueva Guinea, Célebes y Filipinas en las tierras bajas, colinas y bosques primarios montanos bajos  en los troncos de los árboles o en las rocas en la luz moteada en elevaciones de 300 a 1500 metros. 

## Taxonomía
Bulbophyllum antenniferum fue descrita por (Lindl.) Rchb.f.   y publicado en Annales Botanices Systematicae 6: 248. 1864.
Etimología
Bulbophyllum: nombre genérico que se refiere a la forma de las hojas que es bulbosa.
antenniferum: epíteto latino que significa "con antenas".
Sinonimia
- Bulbophyllum leysenianum Burb.
- Bulbophyllum ornithorhynchum (J.J.Sm.) Garay, Hamer & Siegerist
- Cirrhopetalum antenniferum Lindl.
- Cirrhopetalum ornithorhynchum J.J.Sm.
- Hyalosema antenniferum (Lindl.) Rysy
- Hyalosema leysenianum (Burb.) Rolfe
- Hyalosema ornithorhynchum (J.J.Sm.) Rysy
- Phyllorkis antennifera (Lindl.) Kuntze[4][5]